# Militarización del espacio

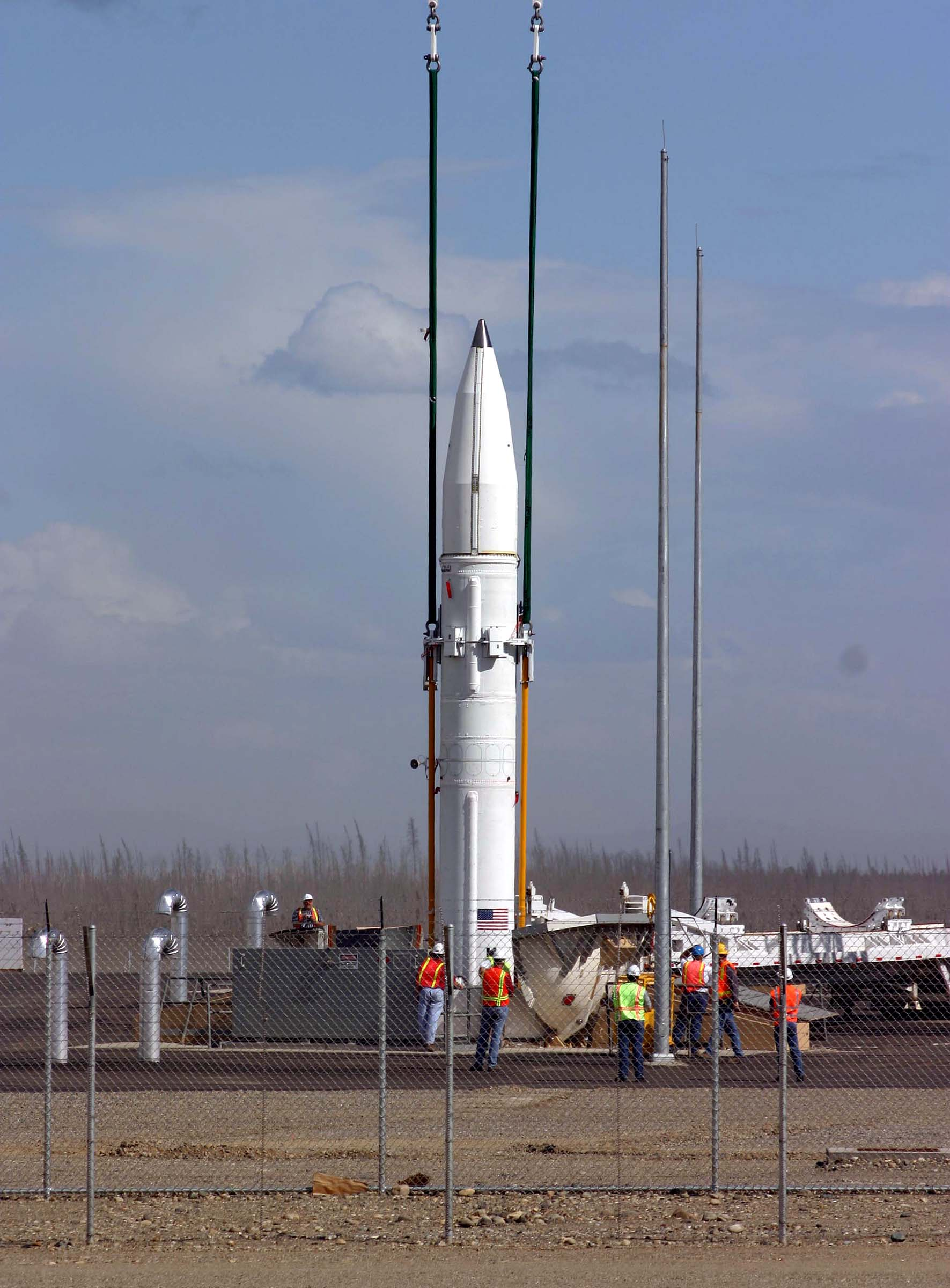
Un interceptor balístico en Alaska.

Se entiende por militarización del espacio al desarrollo y colocación de armamento y tecnología militar en el espacio exterior.

## Historia
Desde el inicio de los conflictos en la Tierra, siempre se ha buscado una estrategia para lograr la supremacía en el campo de batalla, o al menos alguna ventaja, primero se buscó en el campo de tierra, luego en el aire, con el inicio de uso de globos de aire caliente para obtener un mejor reconocimiento del campo. El espacio es llamado el último campo de batalla.
Los primeros en empezar a explotar ese campo fueron los Estados Unidos y la Unión Soviética con armas nucleares detonadas en el espacio o armas antisatélites (ASAT).
La militarización del espacio dio inicio en 1960 y actualmente esa carrera continúa con planes del Pentágono para militarizar el espacio y tener una mayor ventaja militar.
Los misiles V-1 y V-2 desarrollados por la Alemania nazi fueron los precursores de nuevas armas usadas en la Guerra Fría.

### Durante la Guerra Fría
Durante este periodo las dos grandes superpotencias (Estados Unidos y la Unión Soviética) gastaron grandes cantidades de su PIB para desarrollar todo tipo de tecnologías militares. En 1957, la Unión Soviética (URSS) lanzó el Sputnik 1 en un misil R-7 ICBM iniciando la carrera espacial.
Para finales de los años 1960 ambos países contaban con satélites espías para tomar fotos precisas de los centros militares de cada bando, y en consecuencia se empezaron a desarrollar armas para destruir estos aparatos o cegarlos. Entre ellas estaban los láseres, satélites kamikaze, así como detonaciones nucleares orbitales para causar un pulso electromagnético y destruir los instrumentos electrónicos en los satélites.
La otra arma que trataban de destruir en orbita eran los ICBM que tenía que alcanzar su blanco realizando un vuelo suborbital. Uno de los primeros interceptores fueron los cohetes Niké-Zeus armados con cabezas nucleares, que debían pasar sobre el polo norte para derribar misiles rusos; más tarde ambas potencias acordaron el Tratado ABM que prohibía usar estos dispositivos y mantener el status MAD (Destrucción Mutua Asegurada) para prevenir a ambos bandos hacer un ataque sorpresivo.
En 1983 el presidente Ronald Reagan, propuso la Iniciativa de Defensa Estratégica (sistema de armas espaciales popularmente conocido como Star Wars), este fue ridiculizado ya que era muy costoso y demasiado poco realista para su tiempo. Carl Sagan dijo que a fin de penetrar el escudo la URSS construiría más y más misiles que sobrepasarían en número el supuesto escudo.
La URSS también desarrolló armas espaciales y pudo llevarlas a prueba. A diferencia de los Estados Unidos, que solo hizo su propuesta en papel y en animaciones, ellos realizaron dos armas: el Sistema de bombardeo de órbita fraccionada (FOBS) y la estación espacial orbital Polyus.

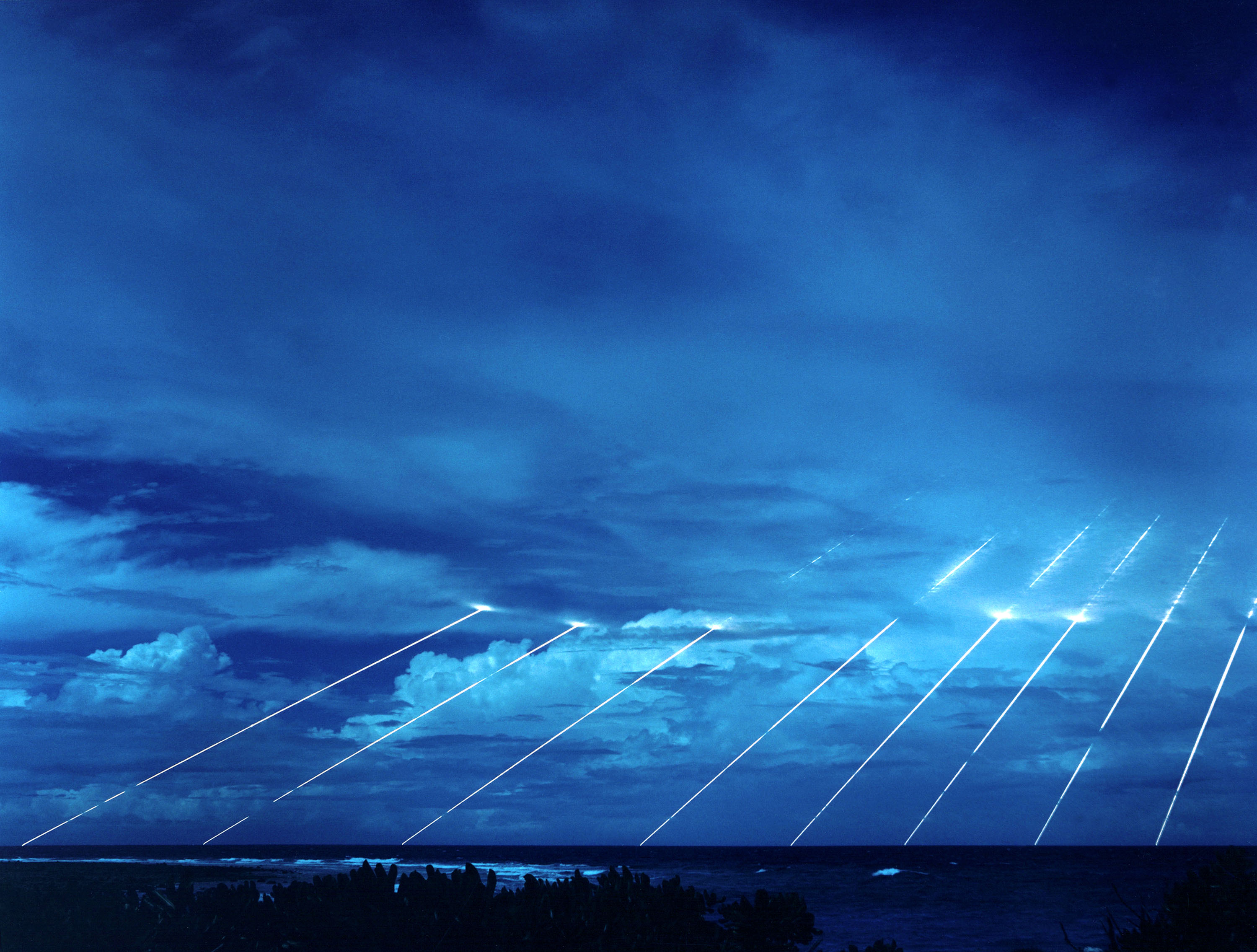
Prueba de misil MIRV.

FOBS fue un ICBM soviético de finales de los años 1960. Una vez lanzado se posicionaría en órbita baja de la tierra, y un tiempo dado saldría de la órbita y atacaría su blanco, entraría por el Polo Sur para así evadir la detección del NORAD, el misil fue sacado de servicio en 1983 cumpliendo con el tratado SALT II, el cual prohibía desarrollar, probar o desplegar sistema de armas en la órbita de la Tierra.
En 1987 la URSS puso a prueba el Polyus una estación espacial que se podía defender con ASATs y destruir otros objetivos en el espacio.

### Después de la Guerra Fría
Después del colapso de la URSS la carrera espacial entre las dos superpotencias terminó, otros países como China, India, y Japón comenzaron a desarrollar sus programas espaciales, y la Unión Europea comenzó a crear colectivamente satélites para competir con la industria de Estados Unidos.
Aún se siguieron desarrollando satélites espías y de reconocimiento, y de comunicación cifradas entre militares, algunos satélites sirven para detectar pruebas nucleares como la realizada por la India y Pakistán a finales de los años 1990.

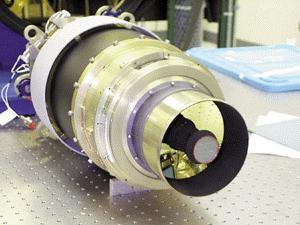
Vehículo exoatmosférico de la Marina de Estados Unidos.

El segundo uso militar del espacio fue el GPS (sistema de posicionamiento global), usada para dar la localización de objetos de manera muy precisa en cualquier parte del mundo. Este sistema consiste en 24 satélites, fue diseñado por el Departamento de Defensa de Estados Unidos. El costo de mantener el sistema es de 400 millones de dólares, incluido el reemplazo de satélites viejos o dañados.
Para evitar que el sistema fuera usado en zonas de guerra y por enemigo el presidente Clinton, en mayo de 2000 propuso el uso selectivo del sistema, por lo cual la Unión Europea debido a niveles de control decidió realizar su propio sistema, el sistema de posicionamiento Galileo, y Rusia el GLONASS con 12 satélites en 2004.